# Segue
Segue (« sé-goué » ; de l'italien seguire : suivre,) est un terme musical qui indique à l'interprète qu'il doit enchaîner le morceau ou le mouvement suivant sans interruption.

## Usage
Segue (également abrégé seg.) est un terme musical emprunté à l'italien que l'on rencontre dans les partitions pour indiquer à l'exécutant qu'il faut enchaîner la section, le mouvement ou le morceau suivant sans interruption,,. Il figure notamment dans l'expression « Segue l'aria », qui veut dire « enchaîner avec l'air qui suit », que l'on trouve souvent après les récitatifs dans l'opéra au XVIIIe siècle.   
Par exemple, à la fin d'un air de son dramma per musica Farnace (1727), Antonio Vivaldi écrit « Qui bisogna fermarsi un poco senza suonare, poi segue subito » ; et dans Ottone in villa (1713), « Qui si ferma a piacimento, poi segue ».
Segue peut également s'écrire « siegue ». Les indications Attaca, ou en français « Suivez », sont en ce sens similaires.      
Par extension, on peut rencontrer les expressions segue la coda, « ici vient la coda », ou seguente, seguendo, « suivant ».      
Le terme segue peut aussi signifier qu'il faut continuer de la même manière, dans le cadre notamment d'une figure d'accompagnement répétée, pour éviter de tout écrire,, par exemple pour signaler que des accords doivent être arpégés tout en étant notés à la manière habituelle. En ce cas, segue est synonyme de « simile ».               
Des auteurs l'emploient également afin d'indiquer à une partie d'accompagnement qu'elle doit suivre le soliste dans son interprétation, à l'image cette fois des termes « colla parte » ou « colla voce ».               